# Elusión fiscal
La elusión fiscal es cualquier acción, realizada por vías legales, que persigue evitar o minimizar el pago de impuestos. Constituye una forma de planificación fiscal agresiva, en la que el interesado aprovecha lagunas jurídicas para obtener ventajas no previstas por la normativa tributaria. 
Los paraísos fiscales son un instrumento típico de la elusión fiscal; se trata de jurisdicciones que facilitan a quienes se registran en ellas (personas o empresas) una tributación reducida y opacidad en las operaciones.

## Elusión y evasión fiscal
En materia fiscal existen dos términos que son utilizados por los contribuyentes y las entidades administradoras de contribuciones para describir la decisión de los contribuyentes de minimizar el pago de impuestos: elusión fiscal y evasión fiscal.
La evasión fiscal es un delito que lleva aparejada una serie de consecuencias jurídicas, mientras que la elusión fiscal no hay, en principio, delito tributario. La evasión fiscal implica la transgresión de la legislación tributaria vigente, mientras que la elusión fiscal supone que los contribuyentes usan los resquicios de la ley, actuando dentro de los márgenes permitidos por la normativa. Es frecuente sin embargo el error entre los legos en la materia de usar la expresión "evasión fiscal" indistintamente para referirse a las dos cosas. 
Existen dos conceptos jurídicos vinculados con el binomio evasión-elusión: arbitrariedad y discrecionalidad. La arbitrariedad supone una conducta contraria a la ley y al derecho, por ejemplo, ausencia de razones objetivas que justifiquen una operación o registro contable (la falta de una nota a los Estados Financieros explicando el cambio de criterio para justificar un registro contable sería un ejemplo de arbitrariedad en esta materia). En cambio, la discrecionalidad implica la posibilidad de optar entre varias opciones, todas ellas lícitas, es decir, admitidas por el ordenamiento jurídico.
Básicamente la elusión fiscal es una maniobra válida y lícita cuyo objeto no es evadir tributos sino disminuir la cuantía de los mismos.

## Magnitud
Según cálculos del Europarlamento, la elusión fiscal supone pérdidas anuales de entre 50.000 y 70.000 millones para los Estados miembros de la Unión Europea. A nivel mundial la cifra se calcula en 462.000 millones de euros.
El país que más pérdidas fiscales sufre en términos absolutos es EE. UU., con 166.000 millones de euros, al tener numerosas multinacionales de gran tamaño que son las que más recurren a estas prácticas de elusión. En términos relativos son sin embargo los países en vías de desarrollo (mayoritariamente los de África) los que resultan más penalizados por estas prácticas; sus administraciones cuentan con escasos recursos para vigilar las declaraciones empresariales y allí el fisco recauda entre un 12% y un 40% menos.
En España, las pérdidas para el fisco debido a las estrategias de elusión fiscal de las grandes empresas se estiman en 5.000 millones de euros anuales. Según la Hacienda española, los grandes grupos consolidados pagan en este país un tipo efectivo de 7,3%  -datos de 2015- del impuesto de sociedades, mientras las pymes tributan un 12,2%  (legalmente el tipo base es el 25%). La patronal CEOE sostiene sin embargo que no es el porcentaje sobre el resultado contable, sino sobre base imponible el que se ha de tener en cuenta. Según el mismo, las grandes empresas pagarían un 19,8%, y las pequeñas y medianas un 24,2%. Pero este porcentaje no tiene en cuenta posteriores reducciones.

## Métodos de elusión fiscal
Se describen a continuación algunas de las maneras más comunes en que se practica la elusión y la evasión fiscal.

### País de residencia
Una empresa puede eludir impuestos estableciendo su sede fiscal o una empresa filial en un paraíso fiscal (sociedad offshore). Como dato, 34 de las 35 empresas españolas que cotizan en el Ibex 35 tienen 810 filiales en paraísos fiscales.
Personas individuales también pueden evitar impuestos mudando su residencia a un país con baja tributación o a un paraíso fiscal, como Mónaco o Andorra, o volviéndose una persona sin residencia fija. Es necesario que el cambio de residencia de esa persona sea real; si permanece en su país de origen la mayor parte del año podrá ser objeto de sanción tributaria. Cabe señalar también que algunos países (en particular EE. UU.) hacen tributar a sus ciudadanos independientemente del país donde residan.

### Entidad legal separada
Sin cambiar de país de residencia, una persona puede evitar legalmente impuestos creando una entidad legal –que puede ser una sociedad o una fundación– a la cual ceda sus propiedades (por ejemplo propiedad intelectual o derechos de imagen). Las ganancias del individuo van a parar directamente a esta entidad legal, que tributará a un tipo impositivo (impuesto de sociedades) inferior al que lo haría el propio individuo (impuesto sobre la renta). Más aún, esta entidad legal puede establecerse en un paraíso fiscal. Cabe aclarar que, si los activos percibidos por la entidad se transfieren posteriormente al individuo, este tendrá que tributar por ellos.
Algunas multinacionales, como Ikea o Starbucks, usan también un mecanismo parecido cuando crean una filial donde depositan sus derechos de marca, en un país como puede ser Holanda donde esos derechos apenas tributan (a este mecanismo se le conoce como sándwich neerlandés). Luego aplican internacionalmente en los precios de sus productos un porcentaje por dichos derechos de marca, lo que deja esa parte de sus ingresos prácticamente libre de tributación.

### Imprecisión legal
La imprecisión de algunos conceptos tributarios puede influir en el cálculo de impuestos. Por ejemplo la distinción entre “gastos personales” y “gastos empresariales” es una preocupación constante para contribuyentes y agencias tributarias. En general, cualquier concepto de la ley tributaria no definido con precisión es una fuente potencial de elusión fiscal.

### Exenciones fiscales
Las autoridades establecen condiciones que, cumplidas por individuos o empresas, permiten acceder a reducciones en la carga impositiva. Estas condiciones, dirigidas a favorecer prácticas o comportamientos que se consideran positivos para la sociedad o la economía, pueden en ocasiones ser utilizados abusivamente para eludir impuestos. Junto a esto, existen también negociaciones –conocidas como tax rulings– entre autoridades y multinacionales para atraer a estas últimas a establecerse en una región o país bajo unas condiciones que le sean favorables fiscalmente. Esto genera empleo local pero a costa de recaudar menos impuestos y perjudicar a otras empresas más pequeñas del sector que no disfrutan de ese trato de favor.

### Manipulación de precios de transferencia
El fraude en precios de transferencia se produce cuando dos partes (comprador y vendedor) relacionadas entre sí comercian a precios destinados a manipular los mercados o engañar a las autoridades tributarias. Por ejemplo, una empresa puede tener una filial en el país productor (A) que le venda el producto muy barato a otra filial que tenga establecida en un paraíso fiscal (B) y esta luego lo revenda mucho más caro a una filial en el país destino (C). De ese modo tanto A como C registran muy pocos beneficios, que se concentran en B, donde la tributación por ellos es muy baja.  Estos esquemas, que funcionan en todos los continentes, son especialmente dañinos en regiones pobres. Se calcula que un 60% de la fuga de capital de África tiene origen en este tipo de prácticas. En general la fuga de capital del mundo subdesarrollado se estima en diez veces el valor de la ayuda que recibe y el doble de la deuda a la que tiene que hacer frente.

### Otros
Para terminar, existen también otros instrumentos o métodos que se emplean con frecuencia para la elusión y la evasión fiscal. Entre ellos estarían por ejemplo las entidades de tenencia de valores extranjeros (ETVE), las ventas en B, la ampliación y reducción de capital social, los contratos en forma de simulación, las sociedades patrimoniales, o las SICAV.

## Formas de reducir la elusión fiscal
Debido a que la elusión fiscal no es ilegal las autoridades fiscales no pueden, ni deben, presentar cargos por este acto; sin embargo, existen básicamente dos formas de reducir la elusión fiscal.

### Interpretación por vía administrativa
En casos de aplicación dudosa de la ley tributaria, los servicios encargados de la recaudación del impuesto pueden emitir sus decretos y reglamentos de carácter administrativo, que por vía de interpretación incluyan o excluyan deliberadamente ciertas situaciones, para de esa manera tapar los resquicios dejados por la ley.

### Modificaciones legales
Es el propio legislador el que toma a su cargo evitar que se produzcan estas situaciones, estableciendo nuevas leyes que tiendan a corregir estas situaciones. Esto genera una suerte de guerrilla entre el legislador por ampliar las situaciones en que se cobre impuesto, y los abogados y contadores por disminuir las mismas, que le confieren a la legislación tributaria en definitiva la enorme complejidad y carácter técnico y detallista que le son característicos.

## Marco legal mexicano

### Relación jurídico-tributaria
Todo ciudadano mexicano, está obligado a contribuir para los gastos públicos así de la federación, como del Estado y municipio donde resida de acuerdo con los principios de equidad y proporcionalidad establecidos en el artículo 31, fracción IV de nuestra constitución. El tratamiento de la contribución por parte de los extranjeros queda contemplada dentro del marco constitucional en el artículo 27, párrafo primero al señalar esta disposición que respecto de la propiedad privada los extranjeros se considerarán como Nacionales respecto de los bienes contemplados.
El Estado Mexicano, dentro de sus atribuciones tiene la rectoría económica del desarrollo económico del país según el artículo 25 constitucional qué a través del intervencionismo a través del impulso y regulación de áreas prioritarias del desarrollo social se puede garantizar el ejercicio de las garantías constitucionales otorgadas y de las contempladas en los tratados Mexicanos de los que el Estado Mexicano sea parte. Lo anterior nos lleva a reflexionar sobre los gastos de operación del Estado (Gasto corriente) y sobre las inversiones para fines públicos en materia del 25 constitucional, pues el Estado Mexicano para garantizar su soberanía y en general un Estado de derecho necesita obtener financiamiento. Para determinar el monto de financiamiento necesario, el presidente de la república recolecta los proyectos de presupuestos individuales de cada una de las Entidades fiscalizadas de México para después conformar un proyecto de presupuestos de egresos de la federación que entregará a la cámara de diputados conjuntamente con la iniciativa de ley de ingresos de la federación que contempla el financiamiento con el que contará el Estado cumpliendo con las formalidades y tiempos establecidos para que esta cámara lo apruebe o lo modifique conforme a las facultades establecidas para la cámara de diputados por el artículo 74, fracción IV. Si una vez contemplados tanto el proyecto cómo la iniciativa y resulta que la iniciativa de ingresos no es suficiente para cubrir el gasto público, el congreso de la unión puede optar por aplicar lo dispuesto en el artículo 73, fracción VII referente a la creación de contribuciones para cubrir el presupuesto.
Dicho lo anterior, se manifiesta la importancia contributiva para cumplir los fines del Estado.

### Elusión fiscal
El Párrafo I, del artículo 6 del código fiscal de la federación profiere: “Las contribuciones se causan conforme se realizan las situaciones jurídicas o de hecho, previstas en las leyes fiscales vigentes durante el lapso en que ocurran”.
La elusión fiscal, son estrategias dirigidas a “jugar en dos mundos”, un mundo jurídico y otro, de hecho y se busca evitar caer en las situaciones jurídicas o de hecho previstas por las disposiciones fiscales que obligan a contribuir. En realidad lo que busca el elusor es incurrir en situaciones jurídicas no previstas (dado que las disposiciones fiscales de carga son de aplicación estricta de acuerdo a lo que prevé el artículo 5 párrafo primero del código fiscal de la federación) o previstas pero que representen ventajas para disminuir las contribuciones.

#### Marco jurídico sobre el combate a la elusión fiscal
El servicio de administración tributaria conforme al artículo 4 del código fiscal de la federación es el representante para efectos jurídicos de la SHCP (Secretaría de Hacienda y crédito público) y dentro de sus funciones se encuentran determinar contribuciones y aplicar sus facultades para garantizar el apego estricto al Estado de derecho.
Con el fin de fiscalizar cada vez en mayor amplitud el SAT, el presidente de la república y el congreso de la unión deben facilitar y garantizar el cumplimiento de las disposiciones fiscales a través de acciones bien definidas cómo la utilización de medios electrónicos, dar seguimientos en línea a las operaciones de los contribuyentes, expedir información y dar conferencias para el cumplimiento de las obligaciones fiscales, etc.
En materia de elusión fiscal la Ley del Servicio de Administración tributaria (LSAT) contempla en su artículo 21, fracción I que este organismo deberá elaborar y hacer público un programa de mejora continua sobre el combate a la elusión fiscal. Así mismo para efectos legislativos, el SAT deberá colaborar con las autoridades que se lo soliciten para facilitar el acceso a la información necesaria para evitar la evasión y elusiones fiscales.